# Puny americà
|  | No s'ha de confondre amb Iron Fist. |

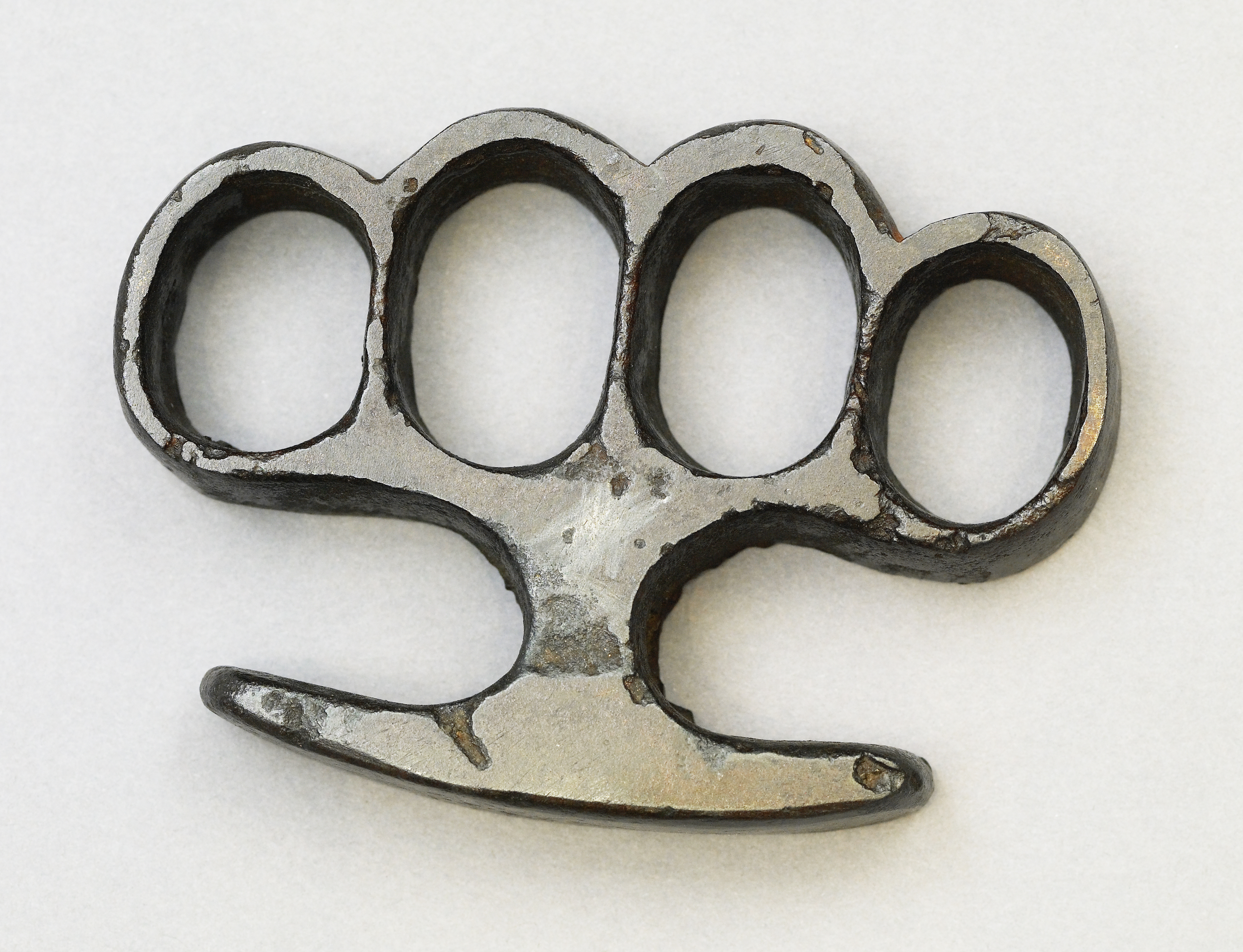
Puny de bronze dels guardaespatlles d'Abraham Lincoln durant el seu viatge amb tren a Baltimore

El puny americà, puny d'acer, puny de bronze o artells de ferro és una arma formada per una estructura metàl·lica que s'ajusta directament a la mà de la persona, més exactament als artells i al palmell de la mà. Això fa que en donar un cop de puny amb aquest artefacte a la mà, les lesions causades a l'adversari siguin de major magnitud i l'impacte en la mà de qui colpeja sigui mínim. És una arma blanca que pot resultar mortal i pot arribar a trencar el crani d'una forma ràpida i senzilla. A causa d'això, el port i comerç d'aquests articles està prohibit en diverses legislacions.
És usat com a arma de contusió utilitzada per defensa personal i com arma ofensiva. També rep altres noms com boxer o artells de ferro. El seu origen radica a França, amb els anomenats revòlvers d'apatxe utilitzats pels criminals a França durant els primers anys del segle xx. Avui en dia és una arma popular entre determinades subcultures i tribus urbanes.
La seva fabricació és gairebé sempre amb metalls forts, com acer, alumini, fibra de vidre i en algunes ocasions coure, bronze, plom (o aliatges d'aquest), plata o or.

## Forma i mida
Té una forma molt senzilla amb forats, es posa en la mà, exactament en els artells. Aquestes armes són molt perilloses i destructives, ja que amb un cop pot rompre molt fàcilment el crani o algun altre òs. Són molts diversos els materials que es poden utilitzar per fer-los, materials com l'or, plata, però són més sovint fets amb metalls com: acer, alumini i ferro.